# États ayant versé un tribut à la Chine impériale
Cette liste énumère des États ayant porté un cadeau ou payé un tribut régulier à la cour de la Chine impériale.
Elle englobe des royaumes situés en Asie, Asie du sud-est, Afrique, Europe, dont certains étaient réellement des vassaux de la Chine, et d'autres qui sont simplement entrés en contact avec la Chine à un moment donné et ont présenté des cadeaux diplomatiques, cadeaux interprétés par les autorités chinoises comme étant un tribut ou un hommage.

## Liste des États
L'existence d'une hiérarchie entre ces différents États est un élément explicite du système chinois du “tribut”, dans lequel la Corée et le Vietnam ont un statut plus élevé que d'autres, comme le Japon, les iles Ryukyu, le Siam, les royaumes birmans. Il faut noter que, du point de vue de la Chine impériale, toutes les missions diplomatiques et commerciales sont interprétées comme impliquant une relation de soumission et tout cadeau reçu de la part d'un pays étranger comme étant un “tribut”,.
Cette liste est dynamique en ce qu'elle évolue régulièrement et ne sera peut-être jamais complète. Vous pouvez la compléter en citant des sources fiables.
- Annam[6],[7]
- Brunei (文萊)[8]
  - Borneo[9]
  - Poni (渤泥)[10],[11]
- Birmanie[11],[12]
- Cambodge[13]
  - Royaume de Funan[14]
  - Zhenla[15]
- Angleterre[13]
- Goguryeo (173 envois de tributs) [16],[17]
- Japon[18],[19]
  - Wa (16 envois de tributs[20])[21],[22],[23],[24]
  - Délégations japonaises auprès de la dynastie Sui (5 envois de tributs)[22],[25],[26],[27]
  - Délégations japonaises auprès de la dynastie Tang (16 envois de tributs)[28],[29],[30],[31]
  - Délégations japonaises auprès de la dynastie Ming (20 incluant les envois de tributs et les contacts commerciaux) [32],[33]
- Corée[16],[34]
  - Baekje (45 envois de tributs) [16],[17]
  - Silla (19 envois de tributs) [16],[17],[35],[36]
  - Silla (après l'unification de la Corée) (63 envois de tributs au VIIIe siècle) [16],[36]
  - Goryeo[16],[37]
  - Dynastie Joseon (391 envois de tributs entre 1392 et 1450[38], ainsi que 435 ambassades spéciales entre 1637 et 1881[39].)[16],[17],[37]
- Malaisie
  - Royaume de Tanahmerah [40]
  - Royaume de Kedah[41]
  - Kelantan[42]
  - Sultanat de Malacca[43]
- Népal[11],[44]
- Pays-Bas[13]
- Philippines[45]
  - Sulu [13]
- Portugal[13]
- Royaume de Ryūkyū[6],[46],[47]
  - Hokuzan[48]
  - Chūzan[11],[49]
  - Nanzan [48]
- Siam[6],[50]
- Tibet[51]
- Ceylan[52]

## Par dynastie

### Han occidentaux
- Vassaux internes (206 av. J.-C.) - Après la fondation de la dynastie, le premier empereur des Han a divisé à peu près la moitié du territoire de son empire en différents royaumes, qui ont été confiés à divers proches et parents, qui ont régné en tant que rois. Ces rois lèvent leurs propres impôts, établissent leurs propres lois et ne sont pas directement administrés par le gouvernement impérial. La consolidation du pouvoir impérial et la centralisation accrue du pouvoir pratiquées par les empereurs suivants augmente le contrôle impérial sur ces royaumes, dont le nombre diminue progressivement.
- Dayuan (102 av. J.-C.) - Royaume situé dans la vallée de Fergana. Ayant entendu parler de leurs chevaux de haute qualité, qui seraient d'une grande utilité dans la lutte contre les Xiongnu, l'empereur Han Wudi envoie une expédition vers Dayan pour soumettre ce royaume et acquérir ses chevaux. La première expédition, forte de 3.000 soldats, est un échec à cause de problèmes de commandement. Une seconde, forte de 100.000 soldats, assiège la capitale et obtient la soumission du royaume après des négociations. L'expédition revient avec 10.000 chevaux avec la promesse de payer un tribut annuel sous forme de chevaux supplémentaires.
- Royaume de Dian (109 av. J.-C.) - Un royaume situé dans l'actuelle province du Yunnan. Le Dian est vaincu par une expédition militaire envoyée par l'empereur Han Wudi. Le royaume est annexé à l'empire Han, mais l'empereur permet aux dirigeants locaux de rester au pouvoir.
- Jushi (108 av. J.-C.) - Ville-État qui correspond à l'actuelle ville de Tourfan. Une expédition militaire envoyée par l'empereur Han Wudi obtient sa soumission[53].
- Loulan (108 av. J.-C.) - Situé le long du bord nord-est du désert du Taklamakan, dans l'actuelle province du Xinjiang. Une expédition militaire envoyée par l'empereur Han Wudi obtient sa soumission[53].
- Minyue (138 av. J.-C.) - Un royaume de la région de Baiyue, qui fait partie des royaumes du peuple Yue. Situé dans l'actuelle province du Fujian, il attaque en 138 av. J.-C. le royaume des Ou de l'Est, un autre royaume du peuple Yue, qui est un allié des Han. Mis au courant de l'attaque, l'empereur Han Wudi lance une expédition massive qui s’achève par l'annexion de Minyue.
- Nanyue (211 av. J.-C. - 111 av. J.-C.) - Un royaume à cheval sur le nord de l'actuel Vietnam et les provinces du Guangdong et du Guangxi. Il est fondé par un ancien général chinois, Zhao Tuo. Zhao Tuo rend un hommage de façade aux Han, mais reste totalement autonome dans les faits. Les relations entre les Han et ses successeurs sont plus ou moins tendues, jusqu’à ce qu'un coup d'état déclenche une intervention directe des Han qui s’achève par la conquête du royaume[53].
- Xiongnu (53 av. J.-C. - 10) - Un peuple nomade organisé en confédération /empire, qui vit en Asie centrale et dans l'actuelle Mongolie. Il étend sa domination sur des territoires allant jusqu'en Sibérie, en Mandchourie occidentale, dans les régions côtières de la mer Caspienne et dans les actuelles provinces chinoises de Mongolie intérieure, du Gansu et du Xinjiang. Au début, ils dominent les Han, mais ils finissent par leur verser un tribut après avoir subi plusieurs défaites, des pertes territoriales et des conflits internes. Les relations tributaires s’arrêtent pendant le règne de Wang Mang à cause de la diplomatie inepte de ce dernier. Ils sont définitivement vaincus sous les Han orientaux et la région de l'actuel Xinjiang passe alors sous contrôle chinois[53].
- Wusun (105 av. J.-C. -?) - peuple d'Asie centrale et meilleurs ennemis des Xiongnu, ils acceptent une alliance militaire avec les Han. En 53 av. J.-C., ce royaume se divise en deux à la suite d'un différend de succession, mais les deux nouvelles entités continuent de reconnaître la souveraineté Han et restent des vassaux fidèles.

### Xin
Pendant le règne de Wang Mang, les relations avec les alliés de l’empire ainsi que les États versant un tribut se détériorent, en grande partie à cause de l’arrogance et de la diplomatie inepte de Mang.

### Han orientaux
- Xiongnu du Sud (50 - 220) À partir de l'an 50, les Xiongnu sont divisés en deux factions : ceux du Nord et ceux du Sud. Les Xiongnu du Sud font d'eux-mêmes leur soumission aux Han et entrent dans le système des États et royaumes versant un tribut. Ils sont sédentarisés et installés, avec un grand nombre d’immigrants chinois, dans les régions frontalières. Économiquement dépendants des Han, ils sont obligés de servir dans l'armée chinoise, principalement dans la cavalerie. En plus de verser un tribut, ils sont aussi soumis à une surveillance très étroite de la part des autorités chinoises.

### Dynasties du Nord et du Sud, Sui, Tang
Les Chinois ripostent contre le royaume de Champa, dont les raids maritimes ont ravagé la côte de Rinan entre 430 et 440, en prenant la ville de Qusu, puis en pillant la capitale du royaume, qui se situe à proximité de l'actuelle ville de Huế. La valeur du butin du pillage est estimé à environ 100 000 jin en or. En 445, ce royaume verse à la Chine un tribut composé de 10 000 jin en or, 100 000 jin en argent et 300 000 jin en cuivre en 445. L'ultime tribut payé à la Chine date de 749 et se compose, entre autres, de 100 colliers de perles et 20 éléphants.
La Chine des Tang reçoit également comme tributs des esclaves venant de certains pays tributaires. Il s'agit là d'esclaves venant de populations vaincues par les pays tributaires. C'est ainsi que les Cambodgiens ont envoyé des albinos, les Ouïghours ont envoyé des Karlouks et les Japonais ont envoyé des Ainou. Des Turcs bleus et des Tibétaines sont également envoyés en Chine. Des prisonniers capturés au Liaodong, en Corée et au Japon sont envoyés comme tribut en Chine par le royaume de Balhae . C'est ainsi que les Tang chinois ont reçu 11 danseuses japonaises comme tribut de la part de Balhae en 777.

### Song
La dynastie Song reçoit 302 envois de tributs provenant d’autres pays. 45 de ces envois viennent du Vietnam, et 56 du Champa. Le Champa envoie plus de tribus que le Vietnam, car il essaye de gagner les faveurs de la Chine pour que les Song l'aident dans sa lutte contre son rival. Parmi les tributs envoyés par le Champa, on trouve une variété de riz à croissance rapide, qui permet à la Chine d’augmenter massivement les rendements de ses rizières,.

### Yuan
Tous les États soumis à l'empire mongol à partir de 1263, quand Kubilai Khan conforte son autorité et que la Chine devient suzerain de facto. Ce qui inclut l'Iran (Ilkhanat de Perse, avec Bagdad, le Koweït, l'Arménie, la Géorgie, une grande partie de l'actuelle Turquie) et la Russie (Horde d'or, jusqu'en Serbie) ; la Birmanie, l'Annam et le Champa n'ont été inféodés que temporairement ; mais jusqu'à Sumatra où M. Polo témoigne que certains petits États « se disent pour le Grand Khan ».
Le royaume coréen de Goryeo envoie un très grand nombre d'eunuques, de concubines, de faucons, de ginseng, de céréales, de vêtements, ainsi que de grandes quantités d'argent et d'or comme tributs à la dynastie mongole Yuan,,,,,. Parmi ces hommes et ces femmes, on trouve l’eunuque coréen Bak Bulhwa et l’impératrice coréenne Gi. Malgré ces envois massifs, le royaume de Goryeo souffre des conséquences négatives des actions de l’eunuque Bak Bulhwa. De plus, ces tributs sont démesurés par rapport à la richesse du royaume et la Corée en souffre beaucoup d'un point économique et social.

### Ming
Sous la dynastie Ming, tout pays voulant avoir une quelconque relation avec la Chine, que ce soit sur le plan politique, économique ou autre, doit entrer dans le système des États tributaires. En conséquence, des tributs sont souvent versés pour des raisons opportunistes, plutôt que comme un véritable geste d’allégeance à l’empereur chinois. Dès lors, le simple fait qu’un tribut a été versé ne suffit plus pour considérer que la Chine a une quelconque influence politique sur le pays qui l'a versé. De plus, certains de ces tributs ont pu être versés par des commerçants ingénieux cherchant à accéder aux produits de luxe chinois. Enfin, un certain nombre de pays n'ont versé un tribut qu'une seule fois, à la suite des expéditions maritimes de Zheng He.
C'est l’empereur Hongwu qui met en place ce système de tribut obligatoire en 1368. Il envoie des émissaires vers des pays comme la Corée, le Vietnam, le Champa et le Japon. La Corée, le Vietnam et le Champa répondent en envoyant un tribut en 1369. Pendant le règne de Hongwu, le royaume de Liuch'iu envoie 20 tributs, celui de Corée en envoie aussi 20, le Champa 19 et le Vietnam 14. Ce système de tributs est une forme économiquement rentable de commerce gouvernemental et la Corée obtient le droit d'augmenter le nombre de tributs envoyés aux Ming de un tous les trois ans à trois par an à partir de 1400. En 1531, les envois passent à quatre par an. L'invasion vietnamienne du Champa de 1471 et le conflit entre la dynastie Ming et Tourfan sont soit déclenchées, soit marquées par des perturbations dans ce système de tributs.
À partir de 1587, les pays suivants sont répertoriés dans les sources chinoises comme ayant versé un tribut aux empereurs Ming :
- Alani
- Almalik (?)
- Altan Khan (tributs annuels à partir de 1570)
- Anding(?) (premier tribu versé en 1374)
- Annam (tributs versés tous les trois ans à partir de 1369)
- Arabie (tribut versé par la ville de Tienfang, peut-être la Mecque?) (à un moment entre 1426 et 1435, en 1517 et de manière irrégulière entre 1522 et 1566)
- Aru (1407)
- Badakhshan
- Bai(?)
- Baihua(?) (1378)
- Baiyin(?)
- Balkh
- Bengal (1408, 1414, 1438)
- Borneo (Solo?) (1406)
- Brunei (1371, 1405, 1408, 1414, 1425)
- Bukhara(?)
- Cambodge (Chenla, à partir de 1371)
- Kayal[73], Dhofar, Maldives, Birmanie (Yawa), Lambri (Nanwuli, à Sumatra), Kelantan, Qilani(?), Xialabi (Arabie?), Kuchani (?), Wushelatang(?), Aden, Sultanat de Roum, Bengale, Shelaqi(?), Bakoyi(?), Coimbatore, Heigada(?), Lasa(?), Barawa, Mogadiscio, Qianlida(?), Cannanore (à un moment entre 1403 et 1425)
- Calicut (1405, 1407, 1409)
- Chalish
- Ceylan (1411, 1412, 1445, 1459)
- Champa (tous les trois ans à partir de 1369)
- Chijin (un autre groupe de Mongols?) (premier tribut versé en 1404, puis tous les cinq ans à partir de 1563)
- Chola (1370, 1372, 1403)
- Cochin (1404, 1412)
- Coimbatore (1411)
- Dahui(?) (1405)
- Danba(?) (1377)
- Doyan(?), Fuyü(?), Taining(?) (1388, deux fois par an à partir de 1403)
- Ejijie(?), Hashin(?) (à un moment entre 1522 et 1566)
- Ganshi(?)
- Gumala (?) (1420)
- Guosasü(?)
- Gulibanzu (Pansur?) (1405)
- Hadilan (?)
- Halie'er(?)
- Hami (premier tribut versé en 1404, devient annuel en 1465, puis tous les cinq ans à partir de 1475)
- Handong(?) (?)
- Hasan(?)
- Herat (1402, 1409, 1437)
- Hotan (1408?)
- Huotan (Khodjent?)
- Ilbalik et Beshbalik (1391, 1406, 1413, 1418(?), 1437, 1457ff)
- Jauwnpur (1420)
- Japon (tous les 10 ans)[3]
- Java (1372, 1381, 1404, 1407, tous les trois ans à partir de 1443)
- Jienzhou(?) (annuel)
- Jong(?)
- Jurchens et d'autres tributs du nord-ouest (irrégulier)
- Karakhodjo (1409, 1430, puis en même temps que Tourfan)
- Kashgar
- Cachemire
- Khorasan (1432)
- Khujand
- Kollam (1407)
- Koqie(?)
- Corée (annuel)[3]
- Kucha
- Kuncheng (Kondôz?)
- Lanbang(?) (1376, 1403–1435)
- Liuchen(?) (1430, puis en même temps que Tourfan)
- Liuqiu (Ryukyu, tous les deux ans à partir de 1368)
- Malacca (1405, 1411, 1412, 1414, 1424, 1434, 1445ff, 1459)
- Melinde (1414)
- Niekoli (ou Miekoli) (?)
- Medine (à un moment entre 1426 et 1435)
- Nishapur
- Royaume d'Ormuz (1405)
- Pahang (1378, 1414)
- Pala(?)
- Palembang (1368, 1371, 1373, 1375, 1377)
- Samudra (1383, 1405, 1407, 1431, 1435)
- Philippines (1372, 1405, 1576)
- Quxian (1437)
- Sultanat de Roum (tous les cinq ans à partir de 1524)
- Sairam
- Samarcande (1387, 1389, 1391 etc., tous les cinq ans après 1523)
- Saolan (Sairam?)
- Shadiman(?)
- Shehei(?)
- Chiraz
- Sukhothai (tous les trois ans entre 1371 et 1448)
- Sulu (1417, 1421)
- Syria (Fulin?, 1371)
- Tabriz
- Tamerlan (1387, 1391)
- Tieli (?), Zhiloxiashi (?), Marinduque (1405)
- Togmak
- Tourfan (1430, 1497, 1509, 1510, puis tous les cinq ans à partir de 1523)
- Wala (Oïrats) (premier tribu versé en 1403, puis versement annuel, avec des interruptions, à partir de 1458)
- Wulun(?)
- Yarkand
- Yaxi(?)
- Yesücheng(?)
- Zhilo(?), Badakhshan, Andkhoi, Isfahan, Chiraz[74]. (à un moment entre 1403 et 1424)
- Un certain nombre de temples et de tribus tibétains de la frontière tibétaine ou du sud-ouest.

Les tributs sous forme de serviteurs, d'eunuques et de filles vierges proviennent de divers peuples non Han vivant en Chine, la Mongolie, la Corée, l'Annam, le Cambodge, l'Asie centrale, le Siam, le Champa et Okinawa.
Au début de la dynastie Ming, de jeunes filles vierges coréennes et des eunuques sont parfois demandés comme tributs par les empereurs Ming,,,,,,,, tels que l'empereur Xuande, pour peupler et surveiller le harem impérial. En agissant ainsi, les Ming reproduisent ce que faisaient les empereurs de la précédente dynastie. Il en est de même pour les femmes et les eunuques vietnamiens. La Corée cesse d'envoyer ces tributs humain après 1435, après avoir envoyé en tout 98 vierges et 198 eunuques aux Ming.
Pendant le règne de l'empereur Yongle, on trouve à la Cour Impériale des eunuques coréens, jurchen, mongols, d'Asie centrale et vietnamiens,, y compris des eunuques mongols qui étaient déjà à son service lorsqu'il était le prince de Yan. En 1381, des eunuques musulmans et mongols sont capturés au Yunnan, et parmi eux se trouve probablement le grand explorateur maritime Zheng He. Les eunuques vietnamiens comme Ruan Lang, Ruan An, Fan Hong, Chen Wu et Wang Jin sont envoyés par Zhang Fu aux Ming. Pendant les premières tensions dans les relations entre les Ming et le royaume coréen de Joseon, les fonctionnaires coréens ont même été flagellés par des eunuques coréens envoyés comme ambassadeurs par les Ming, lorsque les demandes de ces derniers n'ont pas été satisfaites. Quelques-uns des ambassadeurs sont arrogants, comme Sin Kwi-saeng qui, en 1398 se saoule au point d'en arriver à brandir un couteau à un dîner en présence du roi de Corée,. Les relations sino-coréennes finissent par se détendre et, par la suite, lorsque les ambassades des pays tributaires viennent à la Cour des Ming, ce sont les ambassadeurs coréens qui ont systématiquement les places d'honneur
Le 30 janvier 1406, l'empereur Ming Yongle est horrifié lorsqu'il apprend que les Ryukyuans ont châtré certains de leurs propres enfants pour devenir eunuques afin de les lui envoyer. Yongle dit que les garçons qui ont été castrés sont innocents et ne méritent pas la castration, avant de les renvoyer dans les iles Ryukyu et de les charger de dire à leur roi de ne plus envoyer d'autres eunuques.
Un édit anti-abattage de porc a donné naissance à une hypothèse voulant que l'empereur Zhengde se soit converti à l'Islam en raison de son utilisation d'eunuques musulmans, qui ont commandé de la porcelaine avec des inscriptions persanes et arabes de couleurs blanche et bleue,,,,,,,,. Ces eunuques musulmans ont en partie financé en 1496 la réparation de la mosquée Niujie et des femmes d'Asie centrale ont été envoyées à l'empereur de Zhengde, par un garde musulman et Sayyid Hussein de Hami. Le garde se nomme Yu Yung et les femmes sont d'origine ouïghoure. Ces spéculations sur la conversion de Zhengde sont douteuses, car on ignore qui est vraiment à l'origine de cet édit anti-abattage de porc et elles vont toujours de pair avec un rappel de son comportement excessif et débauché avec ses concubines d'origine étrangère. En réalité, il semble plutôt que Zhengde préférait les femmes musulmanes d'Asie centrale, de la même manière que Xuande préférait les femmes coréennes.
Selon d'autres rumeurs, la vraie mère de l'empereur Yongle serait une concubine de son père,,d'origine coréenne,,,,,,,, ou Mongole. La seule chose avérée est que les relations entre la Chine des Ming et la Corée des Joseon se sont considérablement améliorées et sont devenues beaucoup plus amicales et mutuellement profitables pendant le règne de Yongle, ce dernier ayant une grande attirance pour la cuisine et les femmes coréennes, tout comme son petit-fils, l'empereur Xuande,.

### Qing

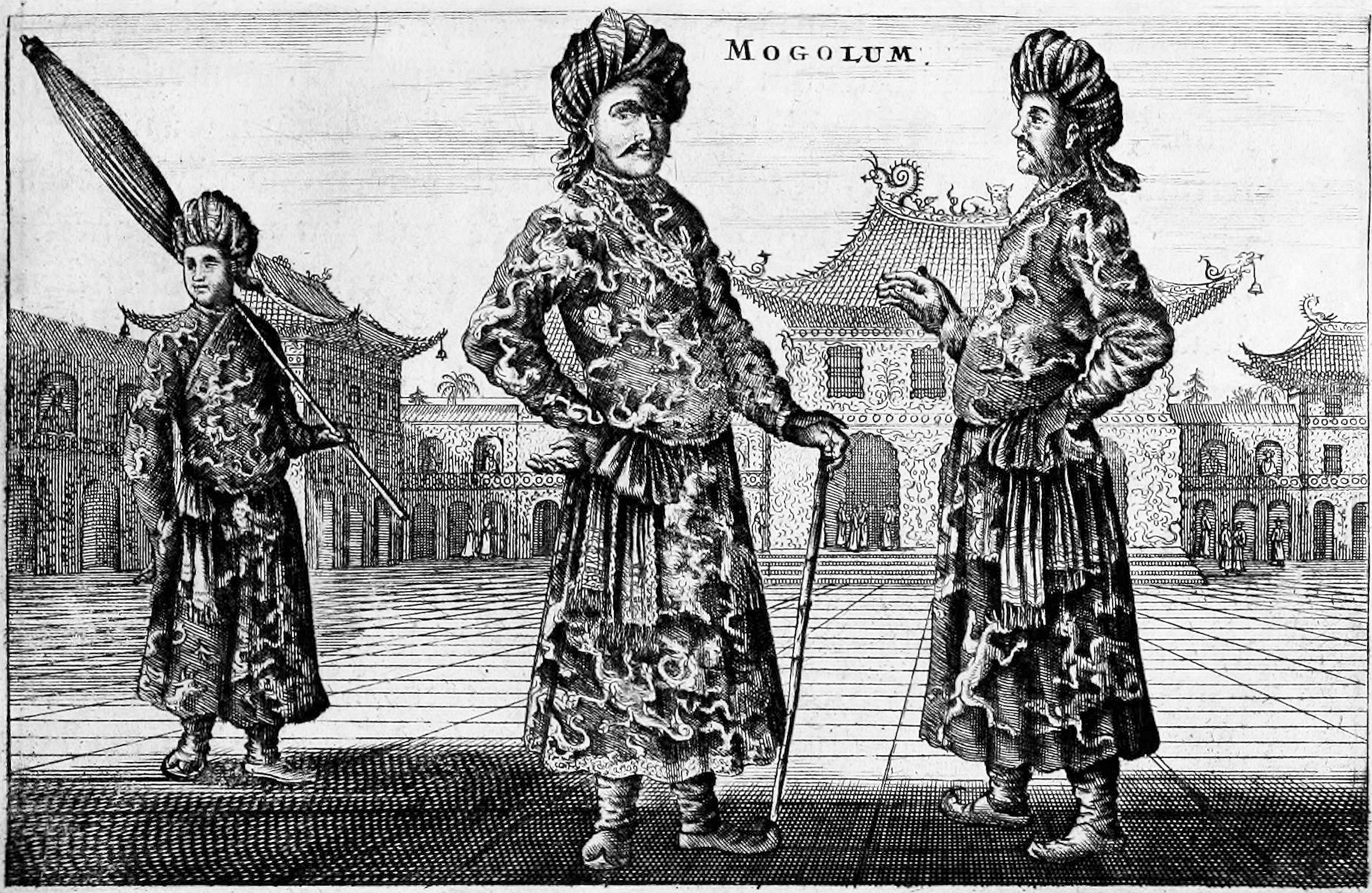
"Ambassade moghol", vue par les visiteurs néerlandais à Pékin en 1656. Selon Lach & Kley (1993), les historiens modernes et plus précisément Luciano Petech, pensent que les émissaires dépeints venaient en fait de Turfan (Mogholistan) et non de l’Inde de l'empire moghol.

Cette liste couvre les États qui ont envoyé des tributs entre 1662 et 1875, et qui ne dépendent pas du Lifanyuan, un bureau chargé des relations entre la Chine d'une part, le Tibet et les Khalkhas de l'autre . Ceci explique pourquoi ces deux peuples n'apparaissent pas dans cette liste, bien qu'ils aient envoyé des tributs durant cette période:
- Annam
- Dzoungars (1681, 1685, 1735, 1738, 1742, 1743, 1745, 1746, 1752 et 1753)
- Grande-Bretagne (1793, aucun tribut n'est versé en 1795, 1805 et 1816)
- Khanat de Kokand (entre 1774 et 1798)
- Kirghizes (1757 et 1758)
- Corée (trois ou quatre fois par an[126],[127] pour un total de 435 envois de tributs entre 1637 et1881[3])
- Ku er le Beg (1762)
- Laos (17 fois)
- Pays-Bas (1663(?), 1667, 1686 et 1795)[128],[129].
- Népal (1732(?), 1792, 1794, 1795, 1823, 1842 et 1865)
- Portugal (1670, 1678, 1752 et 1753)
- Ryukyu (à peu près tous les deux ans, pour un total de 122 tributs envoyé à la Chine entre 1662 et 1875)
- Siam (48 envois de tributs, pour la plupart après 1780 et avant le règne de Rama IV)
- Sikkim (depuis 1791 )
- Sulu (1726, 1733, 1743, 1747, 1752, 1753 et 1754)
- Turpan (1673 et 1686)
- Lanfang

Après la Seconde invasion Mandchoue de la Corée, les Joseon sont obligés de donner plusieurs des princesses royales comme concubines au Prince Dorgon, qui est alors le régent de l'empire,,,,,,,. En 1650, Dorgon épouse la princesse coréenne I-shun (義 / 願). Le nom de la princesse en coréen est Uisun et elle est la fille du Prince Yi Kaeyoon (Kumrimgoon) Dorgon épouse deux princesses coréennes à Lianshan.
Le système de tributs ne s’arrête pas en 1875, mais les ambassades des États qui le versent deviennent moins fréquentes et régulières: douze autres ambassades coréennes jusqu'en 1894, une de plus venant de Liuqiu en 1877, qui n'est pas menée à terme, trois autres venant d'Annam et quatre du Népal, la dernière arrivant en 1908.
En 1886, après la conquête de la Birmanie par la Grande-Bretagne, les Britanniques continuent d'envoyer un tribut aux Chinois, se mettant de fait dans un statut inférieur à celui de leurs relations antérieures. Il en est ainsi, car dans la convention de Burmah, qui est signée en 1886, la Chine reconnaît l'occupation de la Birmanie par la Grande-Bretagne à la condition que cette dernière continue le paiement du tribut que les Birmans envoient à Pékin tous les dix ans.]

## Voir également
- Nationalisme chinois
- Relations étrangères de la Chine impériale
- Missions de la Chine impériale au royaume de Ryūkyū
- Missions de Ryūkyū en Chine impériale
- Missions japonaises en Chine impériale
- Grande Chine
- Histoire de la Chine#Empire chinois
- Route de la soie
- Sinocentrisme
- Suzeraineté
- Tribut
- Zheng He
- Gouvernement fantoche
- État satellite
- État client